# Мирний (Ленінськ-Кузнецький округ)
Ми́рний (рос. Мирный) — селище у складі Ленінськ-Кузнецького округу Кемеровської області, Росія.
Стара назва — Госселекстанція.

## Населення
Населення — 785 осіб (2010; 973 у 2002).
Національний склад (станом на 2002 рік):
- росіяни — 96 %